# 14 janvier
Pour les articles homonymes, voir Quatorze-Janvier.
14 décembre 14 février
Chronologies thématiques
- Croisades
- Ferroviaires
- Sports
- Disney
- Anarchisme
- Catholicisme

Abréviations / Voir aussi
- (° 1852) = né en 1852
- († 1885) = mort en 1885
- a.s. = calendrier julien
- n.s. = calendrier grégorien
- Calendrier
- Calendrier perpétuel
- Liste de calendriers
- Naissances du jour

Le 14 janvier est le 14e jour de l’année du calendrier grégorien.
Il reste 351 jours avant la fin de l'année, 352 lorsqu'elle est bissextile.
C'était généralement le 25e jour du mois de nivôse dans le calendrier républicain / révolutionnaire français, officiellement dénommé jour du chat.

## Événements

### XIIIesiècle
- 1236: Henri III d'Angleterre épouse Éléonore de Provence.

### XVIesiècle
- 1506 : découverte à Rome du groupe du Laocoon, considéré comme un des chefs-d'œuvre de l'art antique.
- 1526 : François Ier, prisonnier en Espagne, signe le traité de Madrid qui fixe les conditions de sa libération.

### XVIIIesiècle

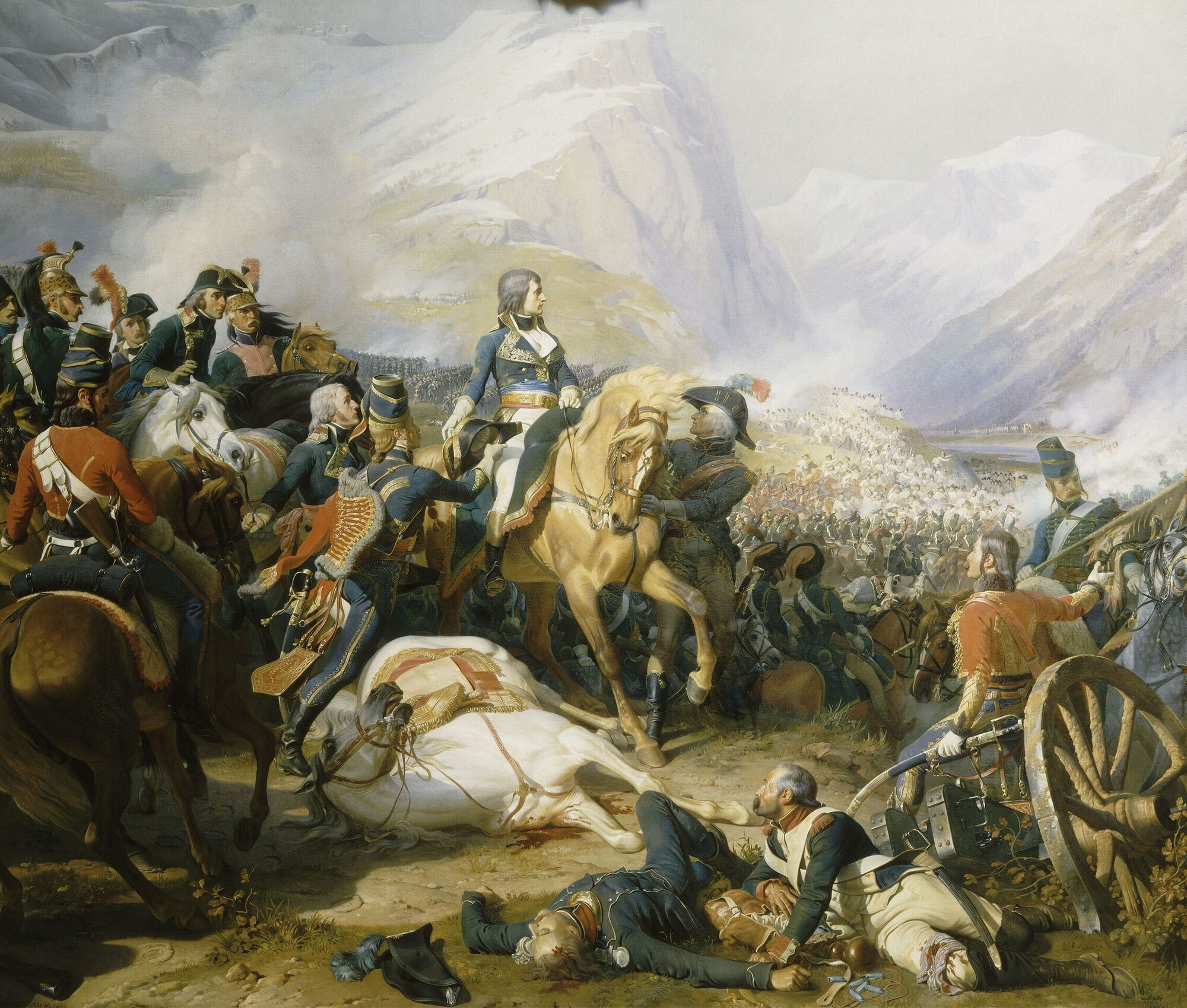
Napoléon Bonaparte à la bataille de Rivoli (tableau de Félix Philippoteaux (1844).

- 1761 :  victoire à Panipat des Afghans, alors à leur apogée, sur les Indiens[1].
- 1784 : ratification du traité de Paris par le Congrès des États-Unis.
- 1797 : bataille de Rivoli dans le nord de l'Italie (image ci-contre).

### XIXesiècle
- 1814 : cession de la Norvège à la Suède par le Danemark.
- 1852 : promulgation de la Constitution impériale instituant le Second Empire en France.
- 1858 : attentat manqué contre Napoléon III en France.

### XXesiècle

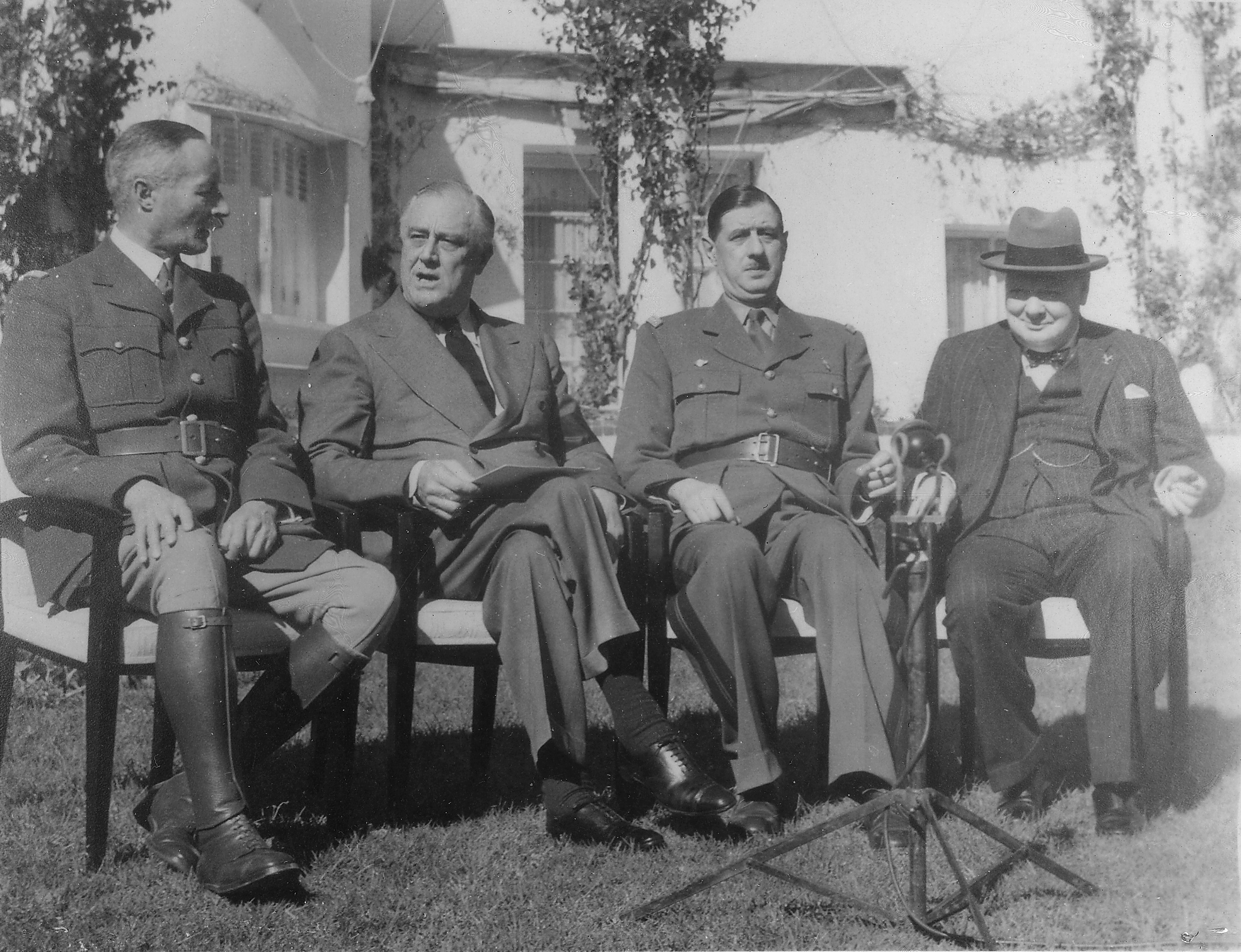
De gauche à droite : le général français Giraud, le président américain Roosevelt, le général français De Gaulle et le premier ministre britannique Churchill, réunis à la conférence de Casablanca

- 1918 : arrestation de l’ancien président du Conseil français Joseph Caillaux sur accusation de trahison.
- 1943 : début de la conférence de Casablanca (photo ci-contre).
- 1953 : Tito devient président de la république fédérative socialiste de Yougoslavie.
- 1963 : de Gaulle s’oppose à l’entrée du Royaume-Uni dans le marché commun européen[2].
- 1972 : Margrethe II devient reine au Danemark.
- 1980 : Indira Gandhi est élue Première ministre de l’Inde.
- 1985 : Hun Sen est nommé Premier ministre du Cambodge (inchangé jusqu'en 2020 au moins).

### XXIesiècle
- 2001 : réélection de Jorge Sampaio à la tête du Portugal.
- 2011 : le président Ben Ali quitte la Tunisie après un mois d'émeutes (révolution de jasmin), son premier ministre assurant son intérim[3] (événement commémoré par la suite en tant que "fête de la Révolution et de la Jeunesse".
- 2015 : 
  - le président italien Giorgio Napolitano démissionne, Pietro Grasso assurant son intérim ;
  - Jean Ravelonarivo devient premier ministre de Madagascar.
- 2021 : en Ouganda, l'élection présidentielle a lieu afin d'élire le président du pays. Le président Yoweri Museveni est réélu dès le premier tour pour un sixième mandat[4]. Le premier tour a lieu en même temps que les élections législatives.
- 2024 :
  - aux Comores, la réélection jugée frauduleuse du président Azali Assoumani à l'élection présidentielle est suivie de violentes émeutes populaires[5].
  - au Danemark, la reine Margrethe II abdique en faveur de son fils aîné Frederik, après 52 ans de règne[6].

## Art, culture et religion
- 1506 : découverte du groupe du Laocoon à Rome.
- 1900 : première de Tosca de l'Italien Giacomo Puccini.
- 1914 :
  - l'écrivain Maxime Gorki est autorisé à rentrer en Russie tsariste après huit ans d’exil ;
  - la tragédienne Sarah Bernhardt reçoit la Légion d'honneur française.
- 1967 : le Human Be-In se tient soudainement au Golden Gate Park à San Francisco.

## Sciences et techniques

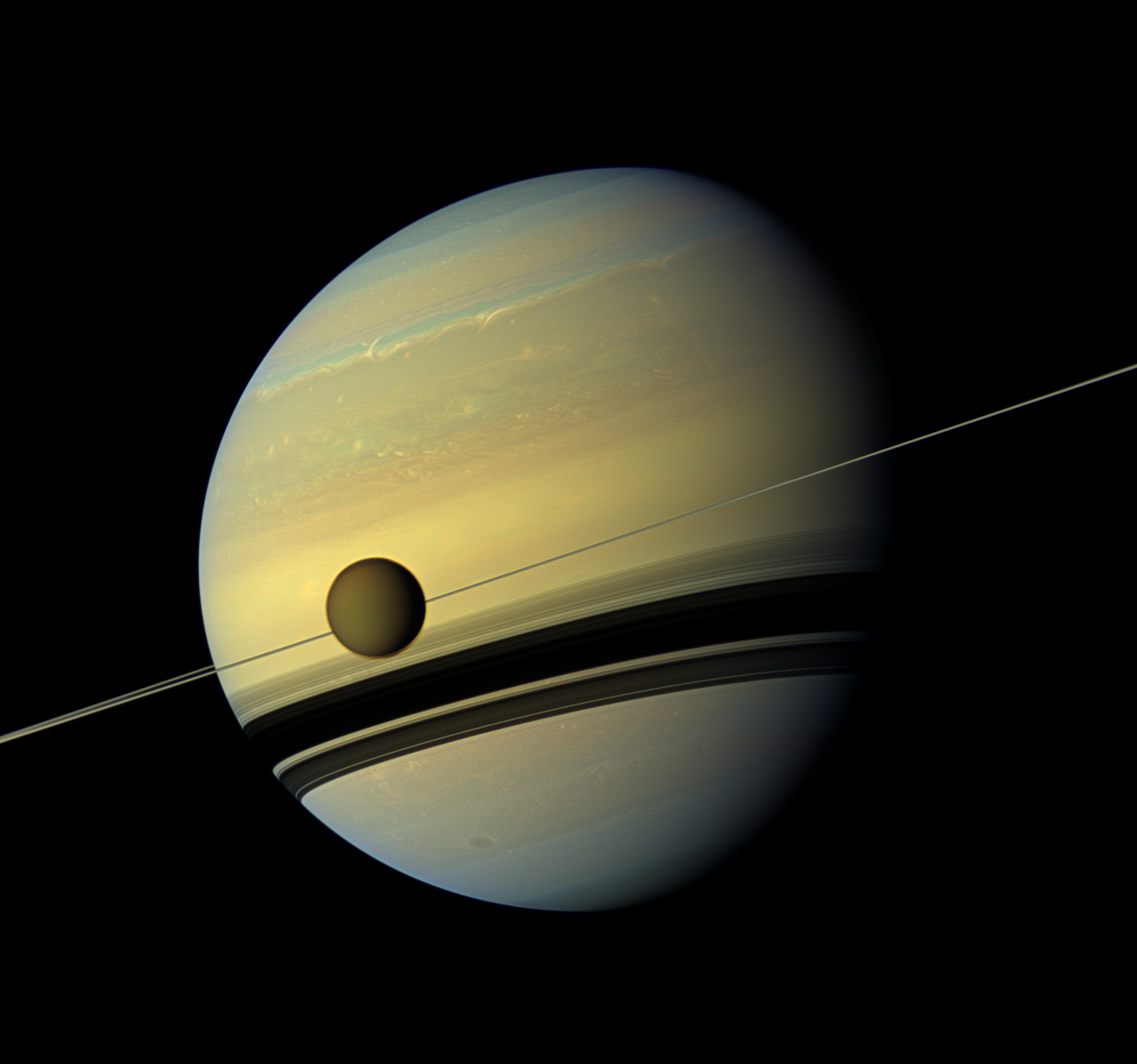
Titan, Saturne et ses anneaux, photographiés par la sonde Cassini-Huygens.

- 1914 : mise en service de la première chaîne de montage aux usines automobiles Ford.
- 1950 : premier vol du Mikoyan-Gourevitch MiG-17.
- 1973 : première retransmission en mondovision directe par satellite d'un concert de musique (de l'Américain Elvis Presley depuis l'International center arena de Honolulu à Hawaï), suivi par environ un milliard et demi de téléspectateurs[7].
- 2005 : arrivée de la sonde européenne Huygens au-dessus de Titan (photo).
- 2008 : survol de Mercure par la sonde Messenger.

## Économie et société
- 1907 : tremblement de terre à Kingston, en Jamaïque (800 morts).
- 1969 : en Grande-Bretagne, « le cerveau » Bruce Reynolds de l'attaque du train postal Glasgow-Londres six années auparavant est condamné à 25 ans de prison, ce qu’on avait qualifié alors de hold-up du siècle ayant rapporté 2 631 784 livres sterling puisés dans 119 sacs postaux à ses auteurs.
- 1985 : le déraillement d’un train cause 418 morts en Éthiopie.
- 1986 : vers 20h, le chanteur français Daniel Balavoine et son compatriote Thierry Sabine l'organisateur du rallye Paris-Dakar trouvent la mort dans un accident d’hélicoptère au Mali, à bord duquel se trouvaient également la jeune journaliste au Journal du Dimanche Nathalie Odent, le pilote Jean-Xavier Bagnoud et le « radio » Jean-Paul Le Fur (aucun survivant).
- 1989 : condamnation par la cour d’assises spéciale de Paris à la réclusion perpétuelle de quatre dirigeants d’Action directe pour l’assassinat du PDG de Renault Georges Besse.
- 2001 : la cour d'appel de Paris décide d’annuler pour vice de forme la procédure engagée à l’encontre de l’épouse Xavière Tiberi du maire de Paris, poursuivie pour son emploi présumé fictif en 1994 au conseil général de l’Essonne.
- 2002 : le juge français Éric Halphen qui avait été chargé pendant sept ans du dossier des HLM de Paris quitte la magistrature. Le magistrat qui avait toujours gardé le silence malgré les affaires délicates dont il avait la charge dénonce une « justice à deux vitesses » et une instruction « sabotée » dans l’affaire des HLM ainsi que des calomnies et pressions dont il dit avoir fait l’objet.
- 2005 : grand incendie à la suite de trois explosions causées par du gaz naturel à Pointe-du-Lac (sept bâtiments détruits et un décès).
- 2015 : le cours plancher entre le franc suisse et l’euro défini par la Banque nationale suisse est aboli.
- 2016 : attentat islamiste à Jakarta capitale de l'Indonésie.
- 2018 : le naufrage du pétrolier iranien MV Sanchi provoque une importante marée noire en mer de Chine orientale.
- 2019 : accident aérien du Boeing 707 de la Saha Airlines provoquant 15 morts parmi les 16 personnes à son bord.

## Naissances

### XVesiècle

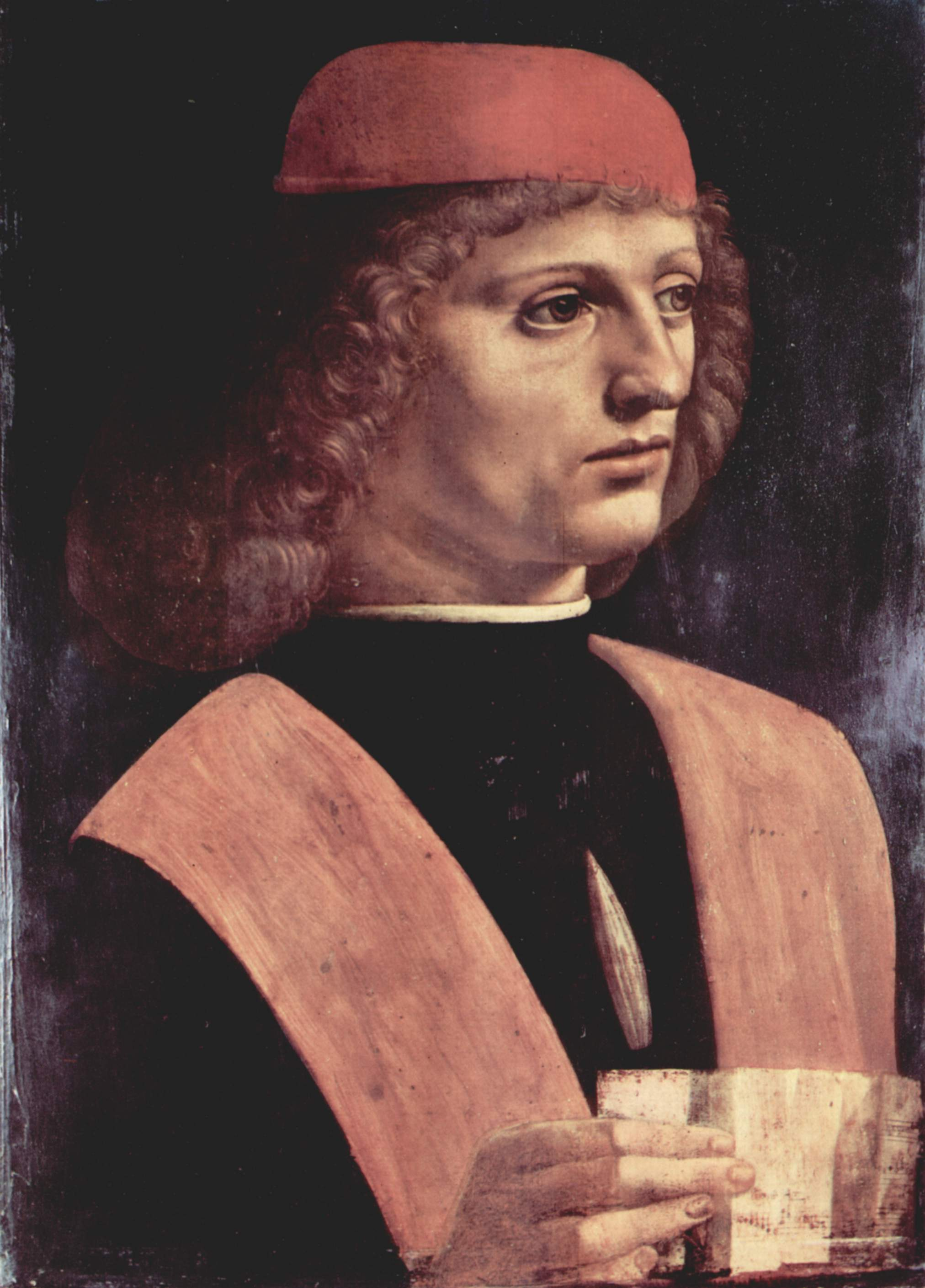
Portrait de Franchini Gaffurio par Léonard de Vinci

- 1451 : Franchini Gaffurio, compositeur lombard († 25 juin 1522).

### XVIIesiècle
- 1618 : Guillaume Couture, explorateur français († 4 avril 1701).

### XVIIIesiècle
- 1702 : Nakamikado, empereur du Japon († 10 mai 1737).
- 1706 : Jean-Baptiste Charles Bouvet de Lozier, navigateur français († 1788).
- 1708 : Charles Armand René de La Trémoille, militaire français († 23 mai 1741).
- 1741 : Benedict Arnold, militaire américain († 14 juin 1801).
- 1762 : Pierre-Édouard Lémontey, écrivain français († 26 juin 1826).
- 1770 : Adam Jerzy Czartoryski, homme d’État et écrivain polonais († 15 juillet 1861).
- 1790 : Feliks Paweł Jarocki, zoologiste polonais († 25 mars 1865).
- 1798 : Johan Rudolf Thorbecke, personnalité politique néerlandaise († 4 juin 1872).
- 1800 : Ludwig von Köchel, musicologue autrichien († 3 juin 1877).

### XIXesiècle

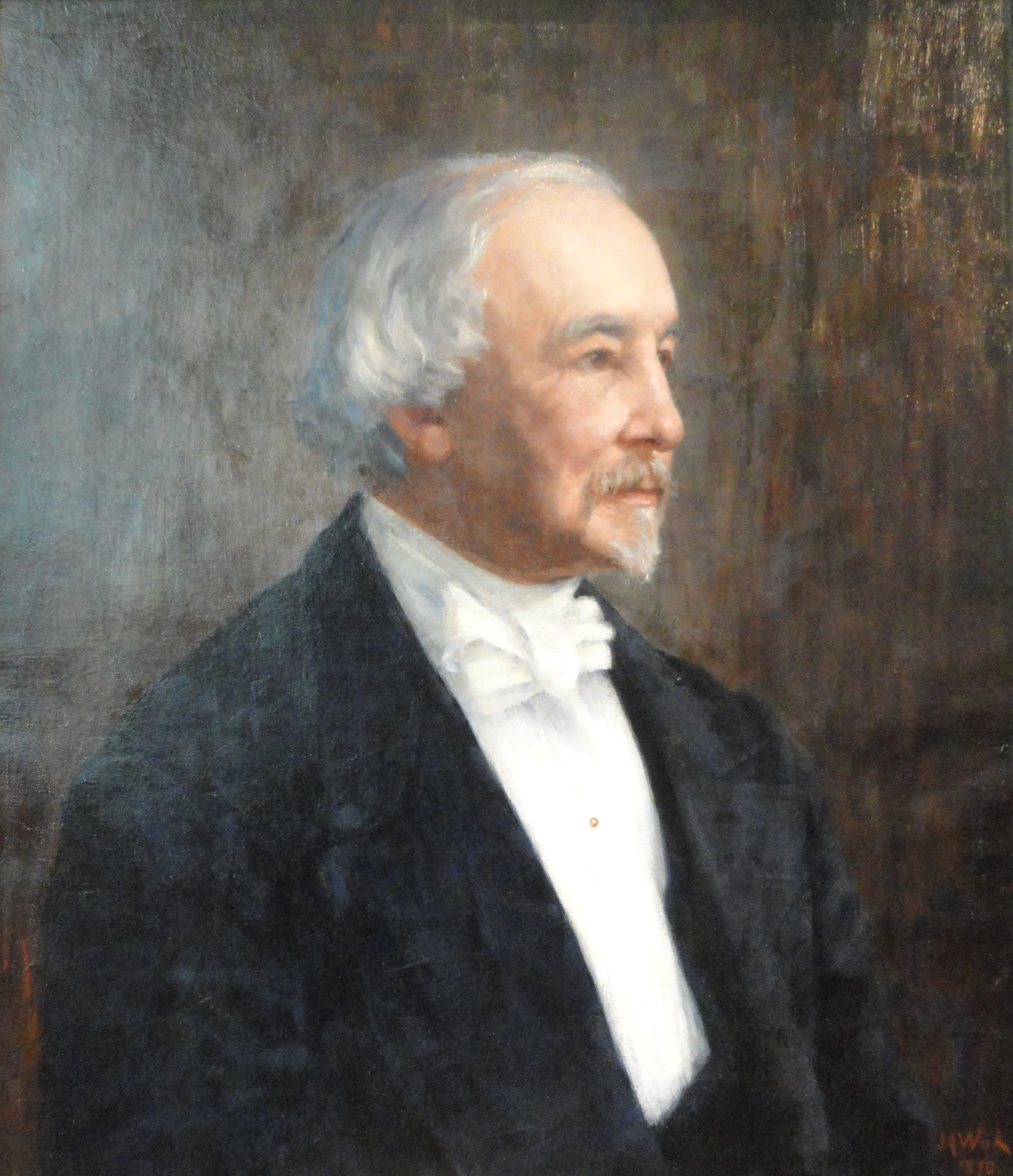
Zacharias Topelius par Maria Wiik

- 1801 : Adolphe Brongniart, botaniste français († 18 février 1876).
- 1818 : Zacharias Topelius, écrivain finlandais de langue suédoise († 12 mars 1898).
- 1836 : Henri Fantin-Latour, peintre français († 25 août 1904)[8].
- 1839 : Marie-Aimée de Jésus, carmélite française et écrivain († 4 mai 1874).
- 1841 : Berthe Morisot, peintre française († 2 mars 1895)[8].
- 1844 : Clara Kathleen Rogers, compositrice, chanteuse, écrivaine et professeur de musique américaine d'origine anglaise († 8 mars 1931).
- 1850 : Pierre Loti, écrivain français († 10 juin 1923)[8].
- 1861 : Mehmed VI, sultan ottoman († 16 mai 1926).
- 1873 : 
  - André Bloch, compositeur français († 7 août 1960).
  - Thomas Kurialacherry, évêque indien, vénérable catholique († 2 juin 1925).
- 1875 : Albert Schweitzer, médecin français et alsacien en Afrique, prix Nobel de la paix en 1952 († 4 septembre 1965)[8].
- 1878 : Victor Segalen, écrivain français († 21 mai 1919).
- 1880 : Pierre Gerlier, cardinal français, archevêque de Lyon († 17 janvier 1965).
- 1883 : Nina Ricci, styliste française († 29 novembre 1970).
- 1886 :
  - Clara Beranger, scénariste américaine († 10 septembre 1956).
  - Hugh Lofting, écrivain britannique († 26 septembre 1947).
  - Adolf Steinmetz, ingénieur et homme politique allemand († 1919).
- 1887 : Félix Rousseau, historien belge et militant wallon († 7 septembre 1981).
- 1888 : Maurice Dommanget, historien du mouvement ouvrier et syndicaliste français († 2 avril 1976).
- 1892 : 
  - Martin Niemöller, théologien et pacifiste allemand († 6 mars 1984).
  - Hal Roach, réalisateur américain († 2 novembre 1992).
- 1893 : John Francis Young, soldat canadien, récipiendaire de la croix de Victoria († 7 novembre 1929).
- 1896 : John Dos Passos, écrivain américain († 28 septembre 1970).

### XXesiècle

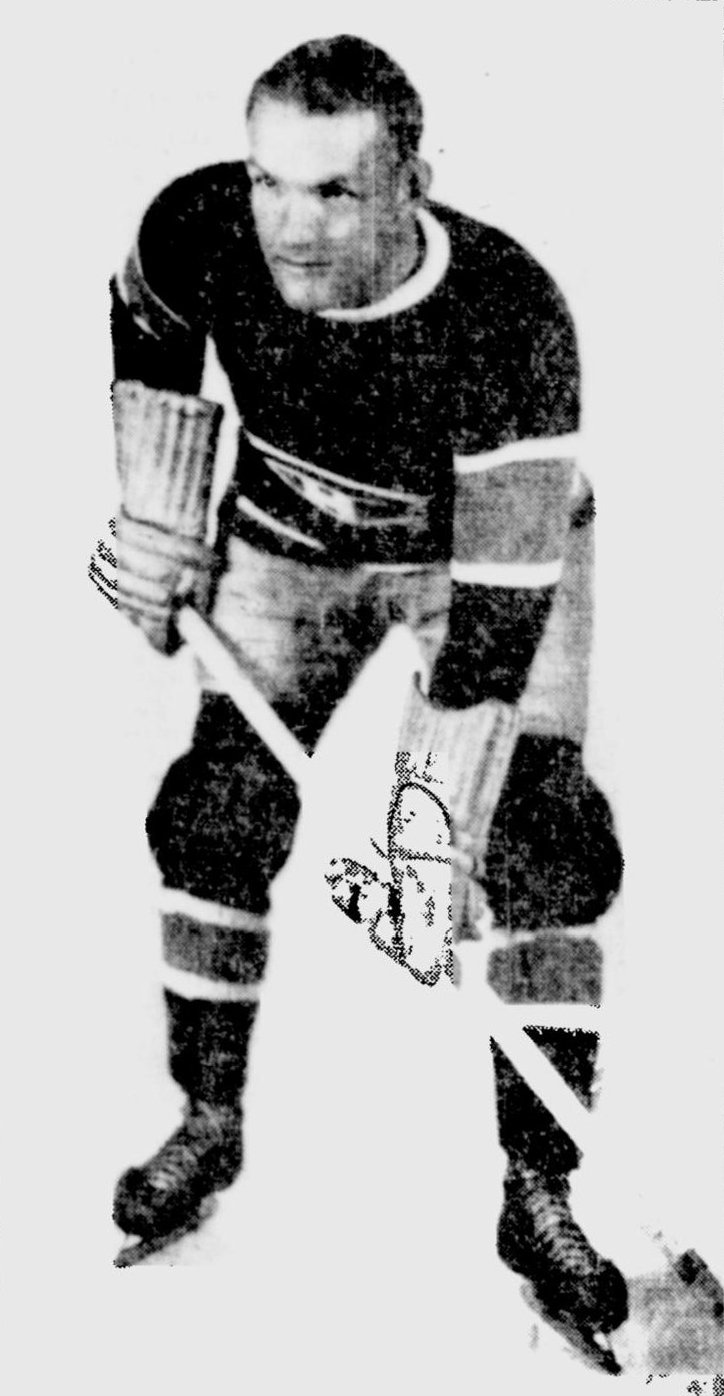
Albert Charles Siebert dit Babe avec les Canadiens de Montréal

- 1901 : Alfred Tarski, philosophe polonais († 26 octobre 1983).
- 1903 : Jean Bourgogne, entomologiste français († 10 mars 1999).
- 1904 :
  - Cecil Beaton, photographe britannique († 18 janvier 1980).
  - Walter Edward Harris, homme politique canadien († 10 janvier 1999).
  - Babe Siebert, hockeyeur professionnel canadien († 25 août 1939).
- 1906 : William Bendix, acteur américain († 14 décembre 1964).
- 1907 :
  - Georges-Émile Lapalme, homme politique québécois († 5 février 1985).
  - Albert Mahuzier, explorateur français († 14 septembre 1980)[8].
- 1908 : Russ Columbo (en), chanteur, violoniste et acteur américain († 2 septembre 1934).
- 1909 :
  - Félix Garcia, homme politique français († 26 mai 1972).
  - Joseph Losey, réalisateur américain († 22 juin 1984).
- 1911 : Anatoli Rybakov, écrivain russe († 23 décembre 1998).
- 1912 : Tillie Olsen, écrivaine américaine († 1er janvier 2007).
- 1913 : Frédéric Dumas, pionnier de la plongée sous-marine français († 26 juillet 1991).
- 1914 : Harold Russell, militaire et acteur américain d’origine canadienne († 29 janvier 2002).
- 1915 : André Frossard, journaliste, essayiste et académicien français († 2 février 1995)[8].
- 1917 :
  - Billy Butterfield, trompettiste de jazz américain († 18 mars 1988).
  - Janine Darcey, actrice française († 1er octobre 1993).

- 1919 :

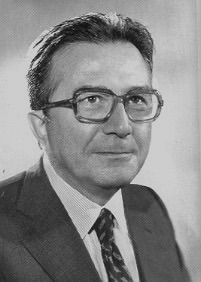
Giulio Andreotti entre 1987 et 1991

  - Giulio Andreotti, homme politique italien plusieurs fois ministre et président du Conseil († 6 mai 2013).
  - Andy Rooney (en), commentateur de télévision et auteur américain († 4 novembre 2011).
- 1920 : Jean Dutourd, romancier, essayiste et académicien français († 17 janvier 2011)[8].
- 1921 :
  - Murray Bookchin, écrivain américain († 30 juillet 2006).
  - Roland Chenail, acteur québécois († 6 juin 2010).
- 1923 : Lucien Barrière, homme d'affaires français de casinos († 17 septembre 1990).
- 1924 :
  - Jean Danet, metteur en scène français († 16 octobre 2001).
  - Guy Williams, acteur italo américain ayant incarné "Zorro" en télévision († 30 avril 1989).
- 1925 :
  - Yukio Mishima, écrivain japonais († 25 novembre 1970).
  - Louis Quilico, baryton canadien († 15 juillet 2000).
- 1928 : May Kaftan-Kassim, astronome irako-américaine († 23 juillet 2020).
- 1929 : Jean-Pierre Ronfard, dramaturge canadien († 26 septembre 2003).

- 1931 :

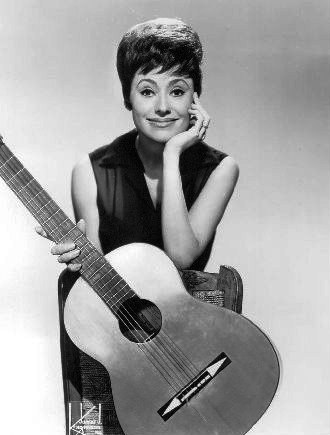
Caterina Valente en 1966.

  - Yves Berger, écrivain français († 16 novembre 2004).
  - Caterina Valente, chanteuse, danseuse, guitariste et actrice franco-italienne (photo).
- 1932 :
  - Bernard Huet, architecte français († 9 septembre 2001).
  - Antonio Maspes, cycliste italien († 19 octobre 2000).
- 1933 : Stan Brakhage, réalisateur américain († 9 mars 2003).
- 1934 : 
  - Luce Auger (Huguette Oggeri dite), Miss Outre-Mer puis Miss France 1961 (31e environ)[9] († 27 novembre 2022).
  - Pierre Darmon, joueur de tennis français finaliste à Roland-Garros en 1963.
- 1935 :
  - Gabriel Deblock, homme politique français († 3 janvier 2006).
  - Lucille Wheeler, skieuse alpine québécoise.
- 1936 :
  - Clarence Carter, chanteur et auteur compositeur aveugle et américain de musique soul.
  - Lioudmila Khvedossiouk-Pinaïeva, kayakiste soviétique triple championne olympique.
  - Reiner Klimke, cavalier allemand spécialiste du dressage, six fois champion olympique († 17 août 1999).
- 1937 :
  - Jean Faure, homme politique français († 13 mai 2022).
  - Stefano Satta Flores, acteur et dramaturge italien († 22 octobre 1985).
- 1938 :
  - Jack Jones, chanteur américain de jazz et de musique pop (« Love boat » du générique de « La croisière s'amuse »).
  - Adalberto Maria Merli, acteur italien, le "Minos" de "Peur sur la ville" de Henri Verneuil.
  - Giorgia Moll, actrice italienne frioulane.
- 1939 : Joachim Yhombi-Opango, homme politique congolais Président de la République siégeant à Brazzaville († 30 mars 2020).
- 1940 : Georgie Dann, chanteur français († 3 novembre 2021).
- 1941 :
  - Faye Dunaway, actrice américaine.
  - Milan Kučan, personnalité politique slovène.
- 1942 : 
  - Pierre Albertini, judoka et dirigeant sportif français († 27 janvier 2017).
  - Pierre Hellier, homme politique français.

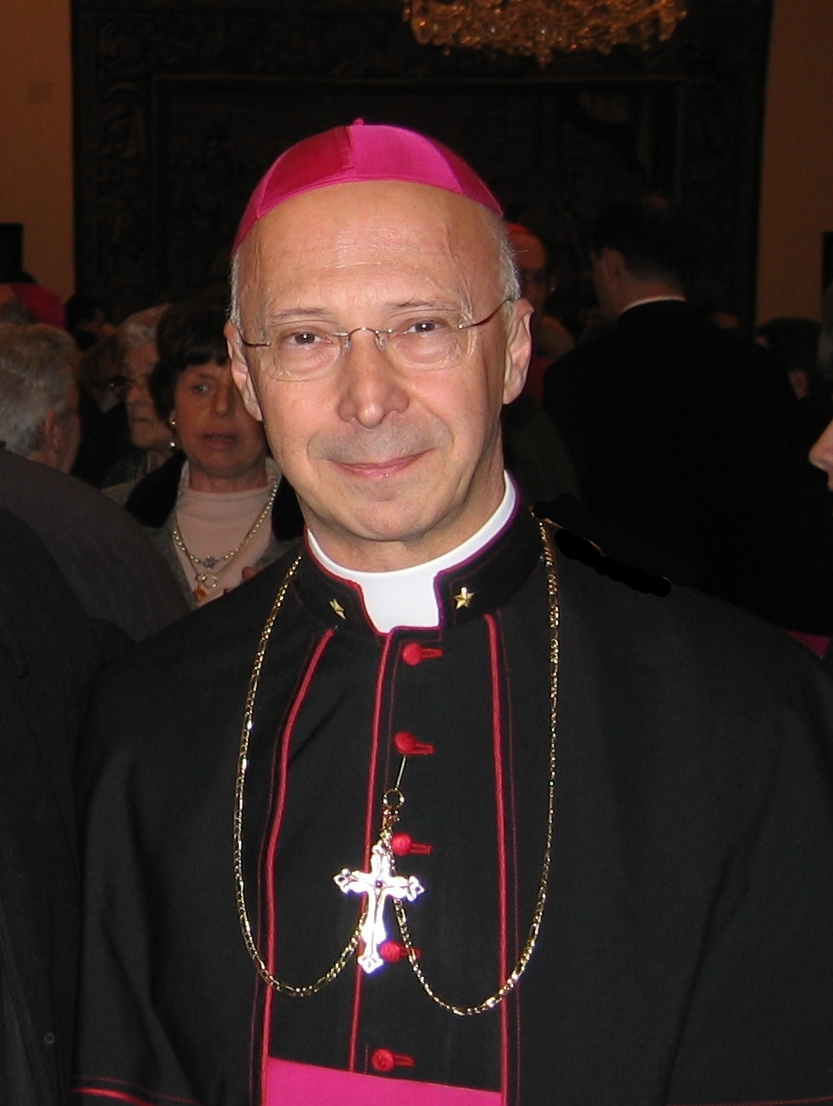
Mgr Bagnasco en 2005

- - Gerben Karstens, coureur cycliste néerlandais († 8 octobre 2022).
- 1943 :
  - Angelo Bagnasco, cardinal italien, archevêque de Gênes.
  - Christian Gailly, écrivain français († 4 octobre 2013).
  - Mariss Jansons, chef d'orchestre letton († 30 novembre 2019).
  - Jean-François Mattei, professionnel de santé, homme politique et ancien ministre français.
  - Ralph Steinman, immunologiste et biologiste d'origine québécoise († 30 septembre 2011).
  - Holland Taylor, actrice américaine.
  - Manfred Wolke, boxeur et entraîneur allemand, champion olympique († 29 mai 2024).
- 1946 : Harold Shipman, médecin et tueur en série britannique († 13 janvier 2004).
- 1947 :
  - Aïssa Dermouche, haut fonctionnaire français.
  - Beverly Perdue, femme politique américaine.
  - Jean-Jacques Savin, aventurier français († vers le 22 janvier 2022).
- 1948 :
  - T-Bone Burnett, musicien américain.
  - Valeri Kharlamov, hockeyeur professionnel soviétique († 27 août 1981).
  - Carl Weathers, acteur américain († 1er février 2024).

- 1949 :

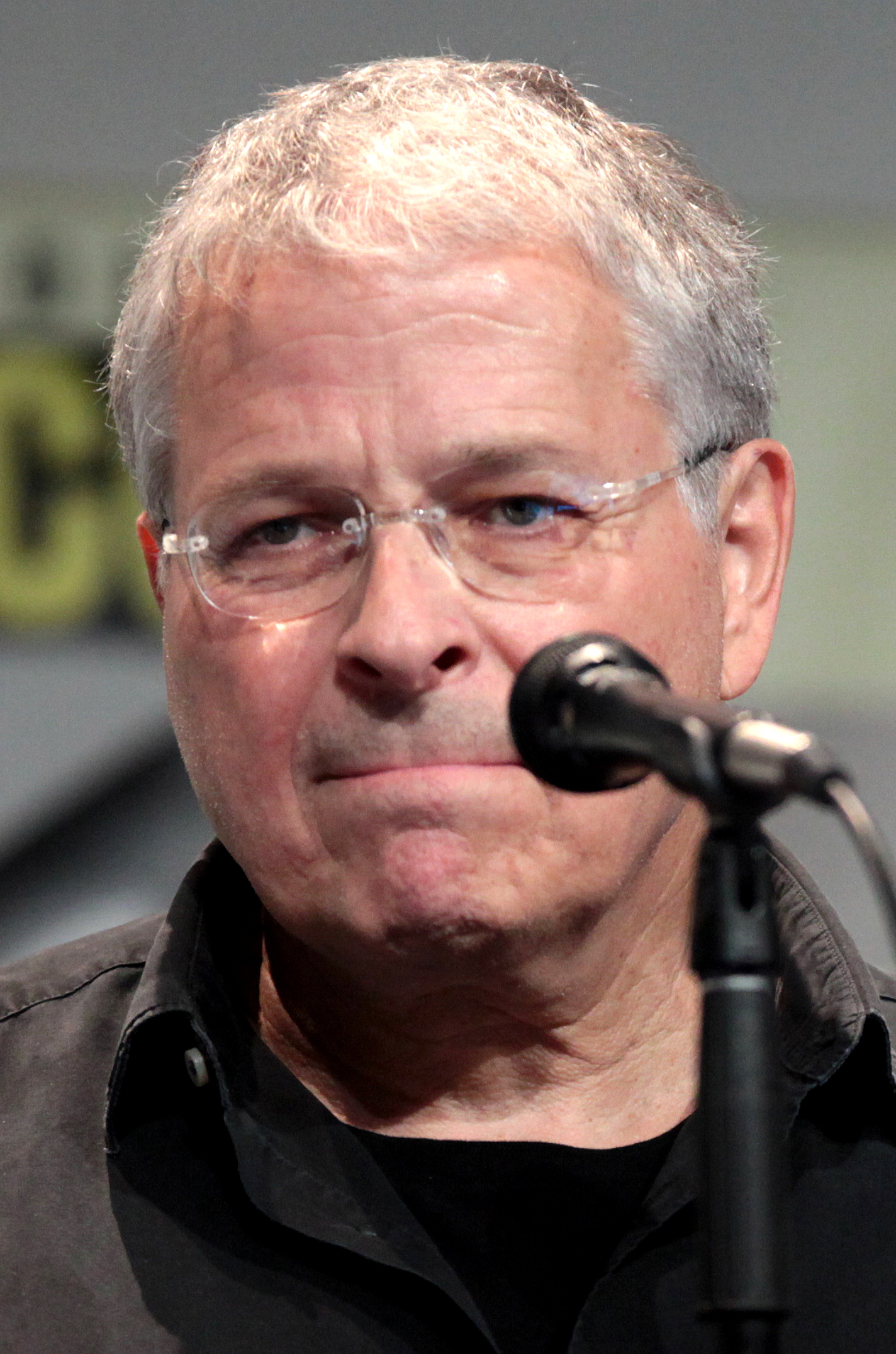
Lawrence Kasdan en 2015.

  - Lawrence Kasdan, réalisateur américain.
  - Pierre Mailloux, psychiatre, animateur de radio et auteur québécois († 12 janvier 2024).
- 1951 :
  - Jean-Luc Brunin, évêque catholique français, évêque du Havre.
  - Pascal Roland, évêque catholique français, évêque de Belley et Ars.
  - Derrel Thomas (en), joueur de baseball professionnel américain.
- 1952 : Nigel Crisp, personnalité politique britannique.
- 1953 : Patrick Le Gal, évêque catholique français, évêque auxiliaire de Lyon.
- 1955 : Dominique Rocheteau (l'ange vert), footballeur international français[8].
- 1956 : Étienne Daho, chanteur français, auteur, compositeur, interprète.
- 1959 : Laure Duthilleul, actrice et réalisatrice française.
- 1960 : Brigitte Paquette, actrice québécoise.
- 1963 : Steven Soderbergh, réalisateur américain.
- 1965 :
  - Chamil Bassaïev, militant islamiste et dirigeant séparatiste tchétchène († 10 juillet 2006).
  - Farida Momand, femme politique afghane.
  - Paul Mendelson, écrivain britannique.
- 1966 : 
  - Marco Hietala, chanteur et bassiste finlandais.
  - Dan Schneider, acteur et producteur de films et de séries américain.
- 1967 :
  - Emily Watson, actrice britannique.
  - Zakk Wylde, musicien américain.

- 1968 : 

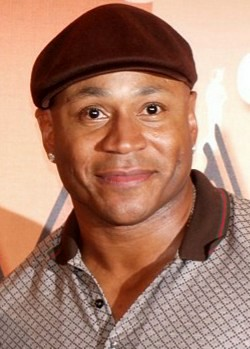
LL Cool J en juin 2010.

  - Florian Gazan (Florian Spiro dit), homme de télévision et de radio français.
  - LL Cool J, rappeur américain.
- 1969 :
  - Jason Bateman, acteur américain.
  - Dave Grohl, musicien américain, batteur du groupe Nirvana.
- 1971 : 
  - Lasse Kjus, skieur norvégien.
  - Stephen Hawkins, rameur d'aviron australien champion olympique.
- 1973 : Giancarlo Fisichella, pilote de F1 italien.
- 1974 : Nancy Johnson, tireuse américaine, championne olympique.
- 1975 : Taylor Hayes, actrice américaine.
- 1977 : Narain Karthikeyan, pilote de F1 indien.
- 1978 : Shawn Crawford, athlète de sprint américain, champion olympique.
- 1979 : Soprano (Saïd M'Roumbaba dit), rappeur français.
- 1980 : Ryan Forehan-Kelly, basketteur américano-suisse.
- 1981 :
  - Myriam Baverel, taekwondoïste française.
  - Lorenzo Branchetti (it), acteur italien.
  - Sergueï Lagoutine, cycliste sur route ouzbek puis russe.

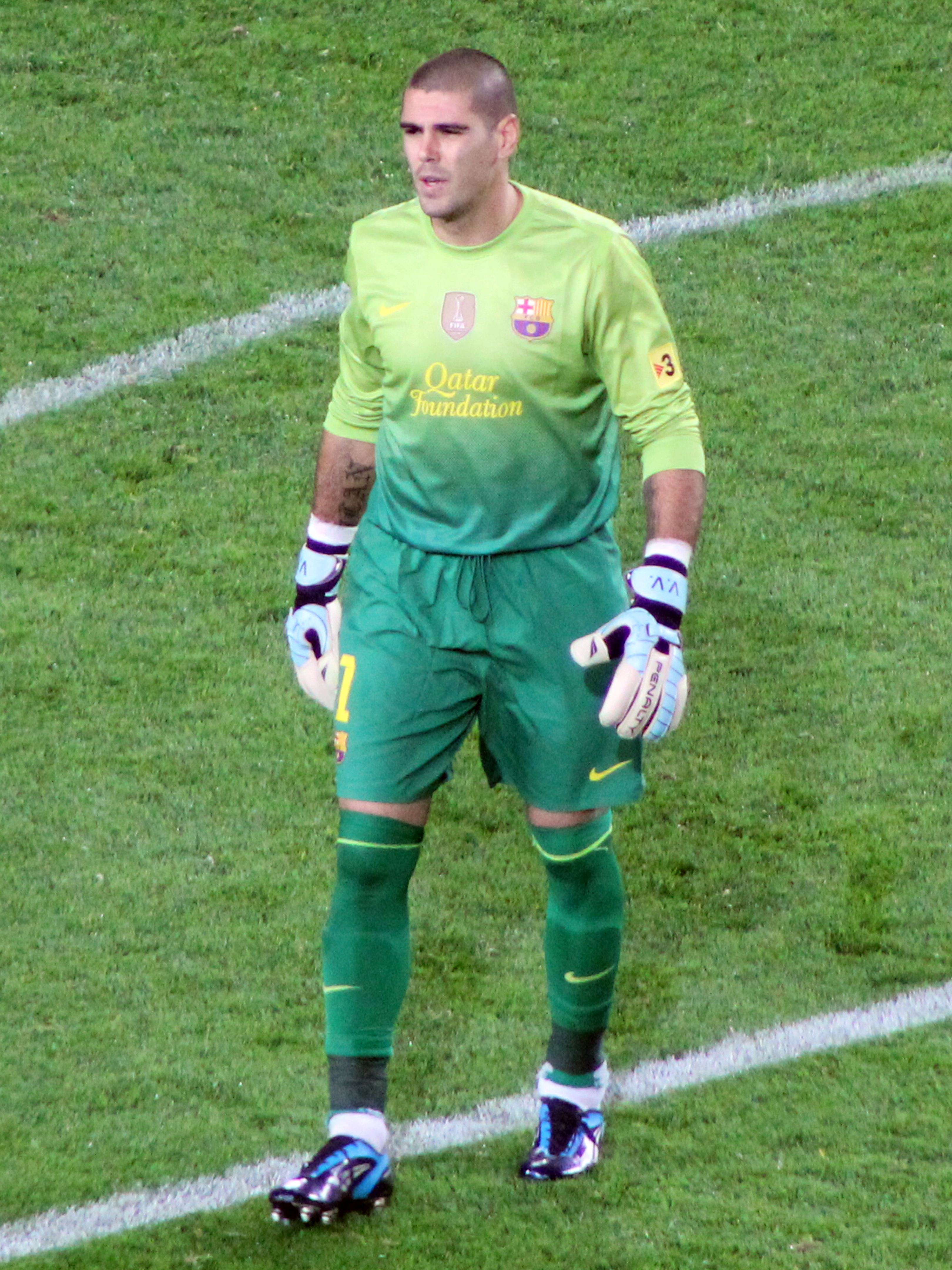
Víctor Valdés avec le FC Barcelone en 2012.

- 1982 : Víctor Valdés, footballeur espagnol.
- 1983 : Mauricio Soler, cycliste sur route colombien.
- 1984 : Alexis Righetti, vidéaste français pratiquant de VTT freeride, écrivain et créateur de jeux.
- 1985 : Shawn Sawyer, patineur canadien.
- 1986 :
  - Yohan Cabaye, footballeur français.
  - Ronald Ramón, basketteur dominicain.
  - Papacito (Ugo Gil Jimenez dit), militant politique, essayiste et vidéaste français.
- 1987 : 
  - Julien Faussurier, footballeur français.
  - Chen Qian, pentathlonienne chinoise.
- 1988 :
  - Ruben Bemelmans, joueur de tennis belge.
  - Marine Bolliet, biathlète française.
  - Jordy (Jordy Lemoine dit), enfant chanteur français.
  - Yoann Maestri, joueur de rugby français.
- 1989 :
  - Élodie Clouvel, athlète française, spécialiste du pentathlon moderne.
  - Adam Kolarek, joueur de baseball américain.
- 1990 :
  - Grant Gustin, acteur américain.
  - Rémi Lamerat, joueur de rugby français.
  - Jul (Julien Mari dit), chanteur français.
  - Rachid Taouil, footballeur algérien.
- 1992 : Jules Iloki, footballeur français.
- 1994 : Kai (Kim Jong-in dit), danseur, chanteur et acteur sud-coréen.
- 1996 : Rachelle Verdel, actrice néerlandaise.
- 1997 : les jumelles Tolmatchevy (Anastasia et Maria Andreïevna T. dites), chanteuses russes à l'Eurovision 2014.

## Décès

### XIVesiècle
- 1301 : André III, roi de Hongrie (°  1265).
- 1331 : Odoric de Pordenone, explorateur lombard (° vers 1286).

### XVIIesiècle
- 1628 : Francisco Ribalta, peintre espagnol (° 2 juin 1565).
- 1676 : Francesco Cavalli, compositeur lombard (° 14 février 1602).
- 1679 : Jacques de Billy, jésuite français (° 18 mars 1602).
- 1687 : Nicolaus Mercator, astronome danois (° vers 1620).

### XVIIIesiècle
- 1742 : Edmond Halley, astronome britannique (° 8 novembre 1656).
- 1753 : George Berkeley, philosophe irlandais (° 12 mars 1685).
- 1799 : Marie-Adélaïde Duvieux, peintre miniaturiste française (° 22 avril 1761)

### XIXesiècle
- 1814 : Charles Bossut, physicien et encyclopédiste français (° 11 août 1730).
- 1828 : Antoine de Morlhon, homme d'église français, archevêque d’Auch (° 12 octobre 1753).
- 1857 : Johann Ludwig Christian Carl Gravenhorst, zoologiste allemand (° 14 novembre 1777).
- 1867 :
  - Victor Cousin, philosophe et académicien français (° 28 novembre 1792).
  - Jean-Auguste-Dominique Ingres, peintre français (° 29 août 1780).
- 1885 :
  - Armand Cambon, peintre français (° 22 février 1819).
  - Philetus Norris, surintendant du parc de Yellowstone (° 17 août 1821).
  - François Élie Roudaire, géographe français (° 6 août 1836).
  - Saint-Amand, dramaturge français (° 17 février 1797).
  - Benjamin Silliman Jr., chimiste américain (° 4 décembre 1816).
- 1886 : 
  - Karl Emil Lischke, juge et malacologiste allemand (° 30 décembre 1813).
  - Jean-Marie Reigner, peintre français (° 3 août 1815).
  - Paul-Charles-Louis-Philippe de Ségur, homme politique français (° 25 avril 1809).
- 1898 : Lewis Carroll, mathématicien, logicien et écrivain britannique (° 27 janvier 1832).

### XXesiècle
- 1901 : Charles Hermite, mathématicien français (° 24 décembre 1822).
- 1905 : Ernst Abbe, physicien allemand (° 23 janvier 1840).
- 1920 : John Francis Dodge, pionnier américain de l’automobile (° 25 octobre 1864).
- 1922 : Anne de Guigné, vénérable catholique française (° 25 avril 1911).
- 1932 : Litri, matador espagnol (° 15 mai 1869).
- 1942 : Porfirio Barba-Jacob, écrivain colombien (° 29 juillet 1883).
- 1946 : Toussaint Ambrosini, homme politique français (° 5 janvier 1880).
- 1948 : 
  - Ans van Dijk, collaboratrice néerlandaise (° 24 décembre 1905).
  - Félix Plessis, sculpteur français (° 18 janvier 1869).
- 1949 : Joaquín Turina, musicien espagnol (° 9 décembre 1882).
- 1950 : Ieu Koeus, premier ministre cambodgien (° 1905).
- 1951 : Maxence Van der Meersch, écrivain français (° 4 mai 1907).
- 1957 : Humphrey Bogart, acteur américain (° 25 décembre 1899).
- 1961 : Barry Fitzgerald, acteur irlandais (° 10 mars 1888).
- 1965 : Jeanette MacDonald, actrice et chanteuse américaine (° 18 juin 1903).
- 1966 : Sergueï Pavlovitch Korolev, ingénieur russe (° 12 janvier 1907).
- 1970 : William Feller, mathématicien croate (° 7 juillet 1906).
- 1972 : Frédéric IX, roi du Danemark depuis 1947 (° 11 mars 1899).
- 1973 : Lü Sibai, peintre chinois (° 15 octobre 1905).
- 1977 :
  - Anthony Eden, Premier ministre britannique de 1955 à 1957 (° 12 juin 1897).
  - Peter Finch, acteur britannique (° 28 septembre 1916).
  - Anaïs Nin, femme de lettres américaine (° 21 février 1903).
- 1978 : Kurt Gödel, logicien autrichien (° 28 avril 1906).
- 1981 : George Skibine, danseur russo-américain (° 30 janvier 1920).
- 1984 : Ray Kroc, homme d'affaires américain propriétaire de la chaîne McDonald's de 1961 à 1984 (° 5 octobre 1902).
- 1986 :
  - les cinq victimes de l'accident d'hélicoptère du rallye Dakar 1986 :
    - François-Xavier Bagnoud, pilote suisse (24 ans) ;
    - Daniel Balavoine, chanteur et militant français (° 5 février 1952) ;
    - Jean-Paul Le Fur, technicien de radio (36 ans) ;
    - Nathalie Odent, journaliste française de presse écrite (25 ans) ;
    - Thierry Sabine, organisateur français de la course et d'autres rallyes (° 13 juin 1949).

  - Donna Reed, actrice américaine (° 27 janvier 1921).
- 1987 : 
  - Douglas Sirk, réalisateur allemand (° 26 avril 1897).
  - Rauli Somerjoki, musicien finlandais (° 30 août 1947).
- 1988 : Gueorgui Malenkov, homme politique soviétique (° 8 janvier 1902).
- 1991 : Irwin Goodman, musicien finlandais (°14 septembre 1943).
- 1994 : Federica Montseny, féministe et anarchiste espagnole (° 12 février 1905).
- 1997 : Dollard Ménard, militaire québécois, héros de la Seconde guerre mondiale (° 7 mars 1913).
- 1999 :
  - Aldo van Eyck, architecte néerlandais (° 16 mars 1918).
  - Gaétan Girouard, animateur et journaliste canadien (° 10 mars 1965).
- 2000 : 
  - Alphonse Boudard, écrivain français (° 17 décembre 1925).
  - Alain Poiré, producteur français de cinéma (° 13 février 1917).

### XXIesiècle
- 2001 :
  - Luigi Broglio, ingénieur aérospatial italien (° 11 novembre 1911).
  - József Csermák, athlète de lancer de marteau hongrois (° 14 février 1932)
  - Burkhard Heim, physicien allemand (° 9 février 1925).
  - Julio Robles, matador espagnol (° 4 décembre 1951).
  - Vic Wilson, pilote automobile britannique (° 14 avril 1931).
  - Joe Zapustas, joueur de baseball américain (° 25 juillet 1907).
- 2002 : 
  - Jim Leon, peintre britannique (° 12 novembre 1938).
  - Antonio Sbardella, footballeur italien (° 17 octobre 1925).
- 2003 : 
  - Mirza Babayev, artiste soviétique puis azerbaïdjanais (° 16 juillet 1913).
  - Robert Bart, athlète de haies français (° 21 juin 1930).
  - Patrick Moerell, auteur de bande dessinée français (° 23 août 1951).
- 2004 :
  - Marcel Aiglin, footballeur français (° 28 décembre 1913).
  - Jack Cady, écrivain américain (° 20 mars 1932).
  - Uta Hagen, actrice américaine (° 12 juin 1919).
  - Joaquín Nin-Culmell, compositeur et pianiste américain (° 5 septembre 1908).
  - Ron O'Neal, acteur et réalisateur américain (° 1er septembre 1937).
  - Eric Sturgess, joueur de tennis sud-africain (° 10 mai 1920).
- 2005 :
  - Edwin Bélanger, musicien, arrangeur, chef d'orchestre et pédagogue québécois (° 18 novembre 1910).
  - Rudolph Moshammer, styliste allemand (° 27 septembre 1940).
  - Jesús-Rafael Soto, artiste vénézuélien (° 5 juin 1923).
- 2006 :
  - Henri Colpi, monteur, scénariste et réalisateur français (° 15 juillet 1921).
  - Jacques Faizant, journaliste, dessinateur humoristique et caricaturiste français (° 30 octobre 1918).
  - Shelley Winters, actrice américaine (° 18 août 1920).
- 2009 : Ricardo Montalbán, acteur et réalisateur mexicain (° 25 novembre 1920).
- 2010 : Bobby Charles, auteur-compositeur et interprète américain (° 21 février 1938).
- 2012 : 
  - Rosy Varte, comédienne française (° 22 novembre 1923).
  - Mila Parely, actrice française (° 7 octobre 1917).
- 2014 : 
  - Teddy Palmer, chanteur allemand (° 4 mai 1940).
  - Mae Young, catcheuse américaine (° 12 mars 1923).
- 2016 : 
  - René Angélil, agent artistique canadien et mari de Céline Dion (° 16 janvier 1942).
  - Fritz Pilz, sculpteur autrichien (° 26 septembre 1927).
  - Alan Rickman, acteur britannique (° 21 février 1946).
- 2017 : Zhou Youguang, linguiste, économiste, écrivain et supercentenaire chinois (° 13 janvier 1906).
- 2019 : Roger Cuvillier, ingénieur français, inventeur du zoom optique (° 2 juillet 1922).
- 2020 : Guy Deplus, clarinettiste français (° 29 août 1924).
- 2022 : 
  - Ricardo Bofill, architecte catalan (° 5 décembre 1939).
  - Alice von Hildebrand, philosophe et théologienne catholique belgo-américaine (° 11 mars 1923).
- 2023 : 
  - Alireza Akbari, homme politique britanico-iranien (° 21 octobre 1961).
  - Gianfranco Baruchello, peintre, poète et cinéaste italien (° 29 août 1924).
  - Matthias Carras, chanteur allemand (° 21 décembre 1964).
  - Detlef Engel, chanteur allemand (° 13 janvier 1940).
- 2024 : 
  - Ricardo Alós, footballeur espagnol (° 11 octobre 1931).
  - Tom Purdom, écrivain de science-fiction américain (° 19 avril 1936).
  - Lev Rubinstein, poète et essayiste soviétique puis russe (° 19 février 1947).
  - Raema Lisa Rumbewas, haltérophile indonésienne (° 10 septembre 1980).
  - Elisabeth Trissenaar, actrice autrichienne (° 13 avril 1944).
  - Howard Waldrop, écrivain de science-fiction américain (° 15 septembre 1946).
- 2025 : 
  - Arthur Blessitt, prédicateur itinérant chrétien américain (° 27 octobre 1940).
  - Furio Colombo, journaliste, écrivain et homme politique italien (° 1er janvier 1931).
  - Dietrich von Engelhardt, historien allemand (° 5 mai 1941).

## Célébrations

### Internationales et nationales

Le Begriffschrift de Gottlob Frege a introduit la notion de quantificateurs dans une notation logique qui représente ici la formule qui est vraie.

- UNESCO : journée mondiale de la logique[10] (d'où la formule ci-contre par exemple).
- Géorgie (Caucase) : sak'art'velos sakhelmts'ip'o droshis dghe (en) ou jour du drapeau en cette sainte-Nina voire -Nino de Géorgie ci-après.
- Inde : fête du pongal / பொங்கல், littéralement « bouilli par-dessus » en tamoul, aussi appelé makar sankranti dans d'autres régions de l'Inde, ಸ೦ಕ್ರಾ೦ತಿ en kannada, fête des moissons (comme la veille 13 janvier) et d'actions de grâce mais aussi fête propitiatoire de l'Inde : 
  - dans le Gujarat ou Goujerat et au Maharashtra, concours de cerfs-volants ;
  - nommée Lohri en Haryana et au  Pendjab.
- Thaïlande : วันอนุรักษ์ทรัพยากรป่าไม้ของชาติ , wan anurak sappayakon pa mai khong chat ou journée nationale de la conservation de la forêt[11].

### Religieuses
- Catholicisme :
  - divina pastora (es), divine bergère ou pasteure (Madre del Divino Pastor ou mère du Dieu pasteur Jésus de Nazareth, c'est-à-dire la sainte vierge Marie des Iers siècles avant, pendant voire après son dit fils J.-C. par rapport au n.s. plus tardif), depuis au moins 1856 à Barquisimeto au Venezuela ;
  - fête de l'âne, festum asinorum ou asinaria festa en latin, ancienne fête médiévale en souvenir de la fuite en Égypte de la famille de Jésus, en France et dans d'autres pays de l'Union européenne et paneuropéens de tradition catholique majoritaire[12] .

### Saints des Églises chrétiennes

#### Saints des Églises catholiques et orthodoxes
Saints des Églises catholiques et orthodoxes :
- Dacien de Milan († 552), 27e évêque de Milan.
- Etienne de Chénolakkos (VIIIe siècle), moine en Bithynie.
- Euphraise de Clermont († 515), 14e évêque de Clermont.
- Félix de Nole († 256), prêtre de Nole.
- Firmin de Mende († 402), 4e évêque de Mende.
- Fulgence de Carthagène († 630), évêque d'Écija.
- Glycère († 303), diacre et martyr à Antioche.
- Macrine l'Ancienne († 340), mère de saint Basile l'Ancien.
- Nino de Géorgie (IVe siècle), apôtre de la Géorgie.
- Néomaye du Poitou (Ve siècle), vierge du Poitou, patronne des bergères (et aussi Virginie des 7 janvier).
- Potit († 160), adolescent martyr, patron du diocèse d'Ascoli Satriano.

#### Saints et bienheureux des Églises catholiques
Saints et bienheureux des Églises catholiques :
- Alphonsa Clerici († 1930), bienheureuse religieuse italienne sœur du Précieux Sang de Monza.
- Lazare Pillai († 1752), martyr, premier laïc indien béatifié.
- Odon de Novare († 1198), bienheureux moine chartreux.
- Odoric de Pordenone († 1331), bienheureux missionnaire franciscain en Extrême-Orient.
- Pierre Donders († 1887), bienheureux prêtre rédemptoriste hollandais, apôtre des lépreux et des esclaves au Suriname.

#### Saint orthodoxe,aux dates parfois"juliennes"ou orientales
- Sabas († ?), Sabas Ier de Serbie, moine au Mont Athos puis premier archevêque de Petch[14].

### Prénoms du jour[Où?]
Bonne fête aux Nina et ses autres formes féminines : Ninette, Ninon (voir 15 décembre, 7 janvier, voire 4 février et les  Christiane et autres Stéphanie, Yasmina) ; et leur variante masculine voire féminine Nino (ci-avant).

## Traditions et superstitions

### Dictons
- « Soleil de Sainte-Nina, pour un long hiver rentre ton bois. »[15]
- « Entre le 10 et le 20 janvier, les plus contents sont les drapiers chapiers). »[16]

### Astrologie
- Signe du zodiaque : 24e jour du signe astrologique du Capricorne.

## Toponymie
- Les noms de plusieurs voies, places, sites ou édifices de pays ou régions francophones contiennent cette date sous diverses graphies : voir Quatorze-Janvier .